# جعفر أباد (فورغ)
جعفر أباد (بالفارسية: جعفرآباد) هي منطقة سكنية تقع في إيران في فارس. يقدر عدد سكانها بـ 44 نسمة .